# Grande Interregno

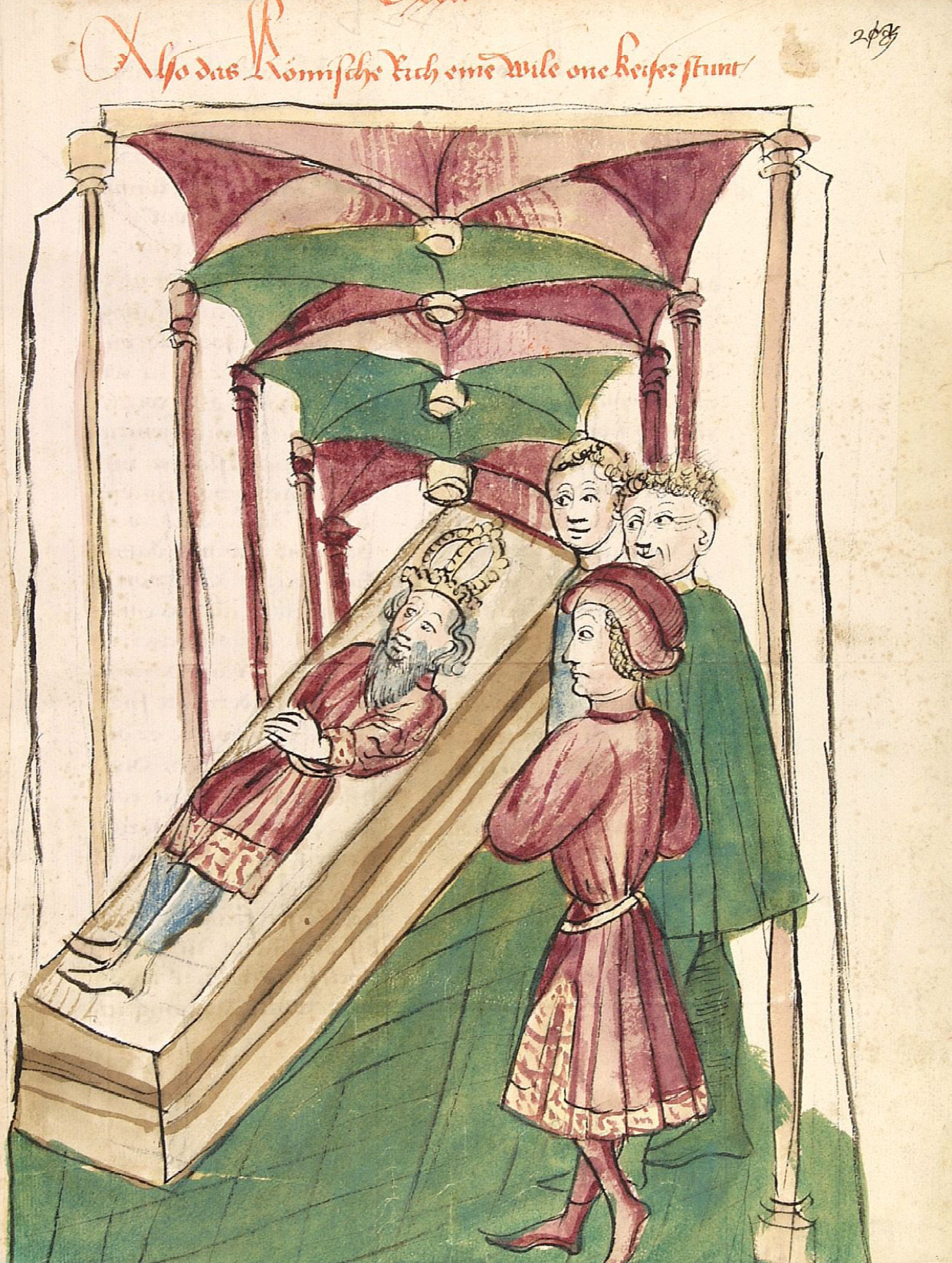
Quando il Regno Romano rimase a lungo senza imperatore, Tre uomini con espressione abbattuta di fronte alla tomba di un imperatore, rappresentazione dell'interregno tratta da Chronicon pontificum et imperatorum, manoscritto 1450 circa, dalla bottega di Diebold Lauber

Per Grande Interregno si intende, nella storiografia del Sacro Romano Impero, il periodo che va dalla deposizione di Federico II da parte di papa Innocenzo IV nel 1245 all'elezione di Rodolfo I nell’ottobre 1273. Durante questo periodo vennero eletti Re dei Romani Enrico Raspe, Guglielmo II d'Olanda, Alfonso X di Castiglia e Riccardo di Cornovaglia. Nessuno di loro però riuscì ad esercitare concretamente il potere.

## Evoluzione della valutazione storiografica
Il concetto di "interregno", che nel poema Il conte d'Asburgo di Friedrich Schiller descrive «i tempi senza imperatore, gli orribili tempi», nasce da una visione storiografica tedesca del XIX secolo che esaltava l'epoca degli Hohenstaufen e vedeva il periodo successivo della storia della Germania come un periodo di guerre e disordini. La visione storiografica moderna tende piuttosto a considerare questo periodo in maniera molto sfaccettata, tenendo conto del contesto e delle opzioni delle parti in causa, e respinge le immagini stereotipate di un periodo caotico e senza legge e dei "principi egoisti", del tutto indifferenti al bene comune.

## Storia

### La deposizione di Federico II
L'inizio dell'interregno è datato alla deposizione di Federico II da parte di papa Innocenzo IV, il 17 luglio 1245, o, in alternativa, alla morte di Federico II, il 13 dicembre 1250. A prescindere da quale data si scelga, per la situazione politica nell'Impero durante l'interregno era di grande importanza valutare se la deposizione di Federico II da parte del Papa fosse legittima. E a questo riguardo non vi era unanimità già tra i contemporanei.
La lotta tra Federico II e Innocenzo IV verteva, ideologicamente, sul problema di chi fosse a capo della cristianità, ma era provocata da concreti motivi di politica di potenza: Federico II era imperatore e re di Sicilia e rivendicava il suo diritto a voler estendere concretamente il proprio dominio a tutta l'Italia. Le tensioni causate da questa situazione culminarono in una doppia scomunica dell'Imperatore da parte del papa Gregorio IX (1239). Gregorio IX progettava per il 1240 un sinodo a Roma, il cui svolgimento venne impedito da Federico II, che assediò Roma e assalì le navi che trasportavano i partecipanti al sinodo, imprigionando centinaia di prelati. Gregorio morì poco dopo, il 21 agosto 1241.
Il 10 settembre dello stesso anno i due prelati più importanti di lingua tedesca, l'arcivescovo di Magonza Sigfrido III di Eppstein e quello di Colonia, si allearono contro l'imperatore, iniziando in questo modo la lotta contro il potere degli Hohenstaufen anche in Germania. Il trattato stipulato tra i due arcivescovi mostra molto bene con quale lentezza circolassero le notizie a quell'epoca: infatti il trattato conteneva la posizione dei due arcivescovi riguardo al conflitto che "presentemente" opponeva Federico a papa Gregorio. Ma alla data del trattato papa Gregorio era già morto da tre settimane.
Fu solo il 25 giugno 1243 che Sinibaldo Fieschi, giurista ecclesiastico di nobile famiglia genovese, fu eletto Papa; volle chiamarsi Innocenzo IV. Un anno dopo la sua elezione riuscì a fuggire da Roma, che Federico continuava a tener assediata, per raggiungere Genova e poi Lione. In precedenza aveva tentato, senza successo, di giungere ad un accordo con Federico. Il 3 gennaio 1245 Innocenzo convocò un nuovo concilio a Lione, che ebbe inizio il 28 giugno 1245, con circa 150 partecipanti. Tra loro, nessuno dei principali nemici di Federico nell'Impero. Si suppone che questi fossero al corrente dei piani di deposizione, ma che preferissero rimanere lontani dal concilio, forse per scrupolo, forse temendo le conseguenze di un fallimento.
Nella riunione conclusiva del sinodo Innocenzo proclamò la deposizione di Federico, sulla base di quattro gravi imputazioni: ripetuto spergiuro, rottura della pace tra Chiesa e Impero, arresto di prelati sulla via del concilio, e comprovata eresia. Il Papa proibì a tutti i sudditi di considerarlo Re e Imperatore, invitando i principi a eleggere un nuovo re. Innocenzo trasse la legittimazione a questo atto dal fatto di essere rappresentante di Cristo in terra.

### L'elezione di Enrico Raspe
Il papa aveva cercato di arrogarsi il diritto di deporre l'imperatore con ogni tipo di raffinatezze giuridiche ed ecclesiastiche, ma il suo gesto ebbe nell'Impero reazioni piuttosto contenute. Gli altri sovrani europei non interruppero le loro relazioni con l'Imperatore, ma nemmeno reagirono agli appelli alla solidarietà da parte di Federico.
La situazione era molto complicata anche perché, nel 1237, durante una dieta tenutasi a Vienna, Federico II aveva fatto eleggere Re dei Romani suo figlio, Corrado - il quale però non venne mai formalmente incoronato - e che per questo si fregiava del titolo di "in romanorum regem electus". Il papa, peraltro, non aveva mai riconosciuto questa elezione.
Furono gli ecclesiastici nemici di Federico in Germania a muovere i primi passi: il 22 maggio 1246 gli arcivescovi di Colonia e Magonza, assieme ad altri vescovi, conti e signori, elessero Enrico Raspe Re dei Romani.
Il regno di Enrico Raspe non fu mai solido. Da un lato il grandissimo debito politico verso la chiesa lo rese ben presto noto come "Pfaffenkönig" o "rex clericorum", evidente ironia sul suo titolo ufficiale di Rex romanorum. Inoltre Corrado si rifiutò di rinunciare al proprio titolo. Raspe, anche in considerazione della crescente opposizione che incontrava in Germania, si vide costretto a muovere guerra all'Hohenstaufen. Nell'inverno del 1247 assediò Ulma e Reutlingen. Ferito nei pressi di Reutlingen, abbandonò all'improvviso i suoi piani bellici, ritirandosi nel suo castello in Turingia, nei pressi di Eisenach, dove morì il 16 febbraio 1247.

### Guglielmo II d'Olanda
Alla morte di Enrico Raspe il partito filo-papale elesse Re dei Romani Guglielmo II d'Olanda, perché nessun altro principe dell'Impero era disposto a proseguire la lotta alla casa degli Hohenstaufen (Svevi). Venne incoronato dall'arcivescovo di Colonia ad Aquisgrana, il 1º novembre 1248. La sua incoronazione non sortì però grandi effetti, perché la maggior parte dei principi si pronunciò a favore di Federico II, mentre gli altri erano disposti a riconoscerlo solo in cambio di lauti compensi. Fece così ritorno in Olanda. Fu solamente nel 1250, alla morte di Federico II e con suo figlio Corrado IV costretto ad affrettarsi in Italia, che Guglielmo cominciò ad avere un seguito in Germania, grazie a dimostrazioni di benevolenza e a cessione di feudi. Solamente alla morte di Corrado IV nel 1254 la corona di Guglielmo venne riconosciuta senza opposizioni significative.
Subito dopo condusse una campagna vittoriosa contro Margherita II delle Fiandre, e nel 1256 si apprestò a sottomettere i Frisoni che si erano ribellati. Durante la campagna, nei pressi di Hoogwoud, nei Paesi Bassi, attraversando uno specchio d'acqua ghiacciato, il suo cavallo spezzò la crosta di ghiaccio ed egli cadde nell'acqua gelata. Fu così catturato dai Frisoni, che lo uccisero.

### La doppia elezione del 1256/57
Alla morte di Guglielmo i principi non riuscirono a trovare un accordo sul nome del nuovo Re dei Romani. Alcuni di loro (Treviri, Sassonia e Brandeburgo) indicarono Alfonso X di Castiglia, nipote di Filippo di Svevia, mentre altri (Colonia, Magonza e Palatinato) scelsero Riccardo di Cornovaglia, cognato di Federico II, nonché fratello di Enrico III d'Inghilterra. Rilevante è il caso di Ottocaro II che, facendosi prima pagare da entrambi, diede il proprio voto a entrambi.
Nessuno dei due riuscì a trasformare la propria elezione in un potere concreto, per quanto Riccardo fosse stato incoronato Re dei Romani (17 maggio 1257) e si fosse recato di quando in quando in Germania per far valere il proprio titolo (l'ultima volta nel 1269). Alfonso invece non dimostrò mai grande interesse alla corona imperiale, se non per quanto concerneva i suoi interessi in Italia, e non mise mai piede in Germania. Riccardo morì nel 1272, e, qualche mese più tardi, Alfonso rinunciò a qualsiasi pretesa sul trono dell'Impero.

### L'elezione di Rodolfo d'Asburgo e la fine dell'interregno
La rinuncia al titolo imperiale da parte di Alfonso X spinse il papa Gregorio X a prendere l'iniziativa per por fine al vuoto di potere creatosi nell'impero. Il papa richiese un'elezione in tempi brevi e affidò la scelta ai principi. Il re di Boemia, Ottocaro, rientrava nella rosa dei candidati ed era necessario per la valida elezione del re, ma venne escluso dal processo elettivo in parte per suoi errori diplomatici, in parte per le manovre degli altri principi. Gli altri principi giunsero ad un accordo sulla data dell'elezione, che avrebbe dovuto tenersi il 29 settembre 1273, e restrinsero i candidati a due: Rodolfo d'Asburgo e Sigfrido di Anhalt. Nel frattempo, oltre a Ottocaro di Boemia, anche Filippo III di Francia e il langravio di Turingia Alberto manifestavano l'ambizione ad essere eletti Re dei Romani.
Più si avvicinava il giorno dell'elezione, più il consenso si cristallizzava attorno al nome di Rodolfo. I motivi erano molteplici: da un lato Rodolfo era uno dei principi più ricchi e rispettati della Germania meridionale, dall'altro i principi erano interessati a un candidato attivo e abile in guerra, ma non esageratamente potente. E così il 1º ottobre 1273 nella città di Francoforte Rodolfo venne eletto Re dei Romani. Lungo la strada per Aquisgrana ricevette le insegne imperiali e il 24 ottobre venne incoronato.
Rodolfo d'Asburgo dovette impegnarsi davanti ai principi a restituire i beni imperiali alienati durante il periodo degli Staufer e a por fine alle numerose faide in corso.

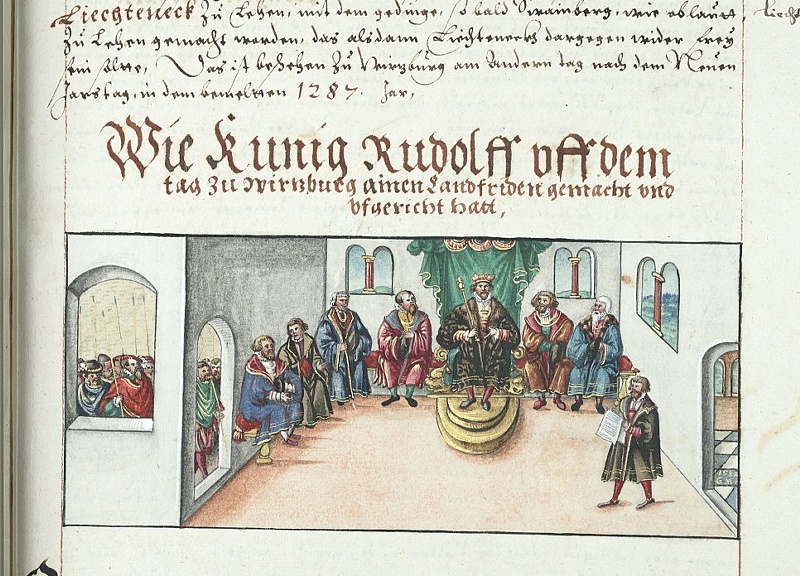
Rudolfo promulga il Landfrieden (dalla cronaca dei vescovi di Würzburg di Lorenz Fries, secolo XVI)

Eletto Re dei Romani, Rodolfo non si limitò a rinnovare il "Reichslandfrieden" del 1235 (ispirandosi all'esempio degli Hohenstaufen), ma contrattò dei "Landfrieden" locali con i singoli grandi feudatari nell'ovest e nel sud della Germania, come fece per esempio con il Landfrieden austriaco del 1276 e con quello bavarese, renano e franco del 1281. Cercò di affermare l'ordine anche in regioni più periferiche dell'impero: nel 1289/90, in Turingia, fece abbattere 66 castelli che ospitavano cavalieri che si erano dati al brigantaggio. Nel marzo 1287 Rodolfo ritenne i tempi maturi per proclamare un Landfrieden generale.
Il 9 agosto 1281 decretò che tutte le donazioni o cessioni di beni e diritti imperiali avvenute dopo la fine del regno di Federico II dovevano essere considerate nulle, a meno che non venissero ratificate dalla maggioranza dei principi. Nominò quindi appositi funzionari incaricati di individuare i beni imperiali passati in possesso a qualcun altro e ad agire in veste di rappresentanti del sovrano. Rodolfo riorganizzò inoltre in maniera radicale l'intera amministrazione del patrimonio imperiale, rendendola finalmente efficiente, una misura che le altre monarchie europee (come Francia e Inghilterra) avevano preso da molto tempo.
Questa politica ebbe successo soprattutto nei territori vicini alla base del potere di Rodolfo, ovvero nella Germania Sud-occidentale, mentre nelle zone più distanti, come il settentrione, sebbene cercasse, con l'aiuto di alleati, di recuperare i beni imperiali e a garantire i diritti delle città, non ottenne risultati di rilievo.

## Conseguenze politiche dell'interregno
Per trent'anni il Sacro Romano Impero era rimasto privo di un forte potere centrale. Questo non fece che accentuare le spinte centrifughe già presenti nell'Impero. In questi anni vennero poste le premesse del processo che sarebbe stato poi ratificato nel 1356 con la Bolla d'oro, ovvero il progressivo rafforzamento del ruolo di quelli che saranno riconosciuti come principi elettori. I principi territoriali consolidarono la loro sovranità e anche le città rafforzarono la loro indipendenza rispetto al potere feudale ed imperiale. All'indomani dell'interregno i sovrani furono costretti, per assicurarsi libertà d'azione rispetto alle molteplici istanze e poteri presenti in Germania e in tutto l'Impero, a contare in misura sempre maggiore sui propri territori dinastici. Di conseguenza divenne sempre più difficile che l'imperatore medesimo fosse considerato super partes e sintesi politica dell'Impero nel suo complesso.